# Estrela do Norte Futebol Clube
L'Estrela do Norte Futebol Clube, meglio noto come Estrela do Norte, è una società calcistica brasiliana con sede nella città di Cachoeiro de Itapemirim, nello stato dell'Espírito Santo.

## Storia
Il club è stato fondato il 1º gennaio 1916. L'Estrela do Norte ha vinto il Campeonato Capixaba Série B nel 1996 e nel 1999, e la Copa Espírito Santo nel 2003, nel 2004 e nel 2005. Ha partecipato alla Coppa del Brasile nel 2005 e nel 2006, dove è stato eliminato al primo turno in entrambe le edizioni. L'Estrela do Norte ha partecipato al Campeonato Brasileiro Série C nel 1995, nel 1996, nel 2001, nel 2003, nel 2004, nel 2005, e nel 2006.

## Palmarès

### Competizioni statali
- Campionato Capixaba: 1

2014
- Campeonato Capixaba Série B: 2

1996, 1999
- Copa Espírito Santo: 3

2003, 2004, 2005